# Miss Grand Venezuela
Miss Grand Venezuela (hasta el 2016 llamado Señorita Deporte Venezuela) es un certamen de belleza femenina realizado anualmente en Venezuela donde se califican la belleza integral, inteligencia, seguridad, elegancia y porte que poseen las candidatas al título. Al igual que ocurre con los títulos de Miss Venezuela y Reinas y Reyes de Venezuela, se dice que la portadora es «la mujer más bella del país».
Cada concursante representa únicamente a un estado y/o región del país y la ganadora del título lo lleva por un periodo de alrededor de un año.
En 2020, George Wittels, un diseñador de joyas de Venezuela, obtuvo la licencia de Miss Grand Internacional en Venezuela. Para el 2024  el diseñador venezolano Prince Julio Cesar ,  adquiere los derechos y licencia de dicho con curso previo a la renuncia de joyero  venezolano. 
Miss Grand Venezuela 2023, y actual reina del certamen, es Valentina Martinez, nativa del estado Anzoátegui. Ella representará a Venezuela en el Miss Grand International 2023 en Vietnam

## Ganadoras del certamen
La portadoras del título Miss Grand Venezuela ha estado bajo la dirección de diversas organizaciones.
| Año  | Ganadora                               | Edad | Estado           | Procedencia       | Organización               | Edición y Posición                               | Lugar y Fecha de Coronación                                 | Participantes                                    |
| ---- | -------------------------------------- | ---- | ---------------- | ----------------- | -------------------------- | ------------------------------------------------ | ----------------------------------------------------------- | ------------------------------------------------ |
| 2013 | Mariana Coromoto Jiménez Martínez      | 19   | Vargas           | La Guaira         | Señorita Deporte Venezuela | S.D.V. 2012 (Ganadora)                           | Univ. Nueva Esparta Caracas - (13/09/2012)                  | 20                                               |
| 2014 | Alix Dayana Sosa González              | 26   | Distrito Capital | Caracas           | Señorita Deporte Venezuela | Designada                                        | Designada                                                   | Designada                                        |
| 2015 | Reina Del Carmen Rojas Sánchez         | 23   | Distrito Capital | Caracas           | Señorita Deporte Venezuela | S.D.V. 2014 (Ganadora)                           | Hotel Alba Caracas Caracas - (18/04/2015)                   | 20                                               |
| 2016 | Emmy Marianne Carrero Mora             | 20   | Mérida           | El Vigia          | Señorita Deporte Venezuela | S.D.V. 2015 (Ganadora)                           | Caracas - (12/11/2015)                                      | 20                                               |
| 2016 | Débora Paola Medina Pineda             | 22   | Táchira          | San Juan de Colón | Señorita Deporte Venezuela | Designada Compitió: Miss Venezuela 2014 (Top 10) | Designada Compitió: Miss Venezuela 2014 (Top 10)            | Designada Compitió: Miss Venezuela 2014 (Top 10) |
| 2017 | Tulia Rosa María Alemán Ferrer         | 24   | Falcón           | Mene de Mauroa    | Miss Venezuela             | Miss Venezuela 2016 (No Figuró)                  | Designada                                                   | Designada                                        |
| 2018 | Biliannis Guillermina Álvarez Chirinos | 20   | Zulia            | Cabimas           | Miss Venezuela             | Miss Venezuela 2017 (4° Lugar)                   | Designada                                                   | Designada                                        |
| 2019 | Lourdes Valentina Figuera Morales      | 18   | Anzoátegui       | Puerto La Cruz    | El Concurso By Osmel Sousa | Primera Edición (Ganadora)                       | Teatro Municipal Caracas - (17/12/2018)                     | 22                                               |
| 2020 | Eliana Madeleine Rojas Roa             | 24   | Táchira          | San Juan de Colón | George Wittels             | Designada                                        | Caracas - (30/12/2020)                                      |                                                  |
| 2021 | Vanessa Carolina Coello Coraspe        | 25   | Monagas          | Maturín           | George Wittels             | Designada                                        | Caracas - (24/08/2021)                                      |                                                  |
| 2022 | Luiseth Emiliana Materán Bolaño        | 26   | Miranda          | Los Teques        | George Wittels             | Designada                                        | Designada                                                   | Designada                                        |
| 2023 | Valentina del Pilar Martínez Landkœr   | 22   | Anzoátegui       | Puerto La Cruz    | George Wittels             | Miss Grand Venezuela 2022                        | Teatro Municipal Caracas - (13/08/2022)                     | 22                                               |
| 2024 | Anna Patricia Blanco Flores            | 24   | Distrito Capital | Caracas           | George Wittels             | Designada                                        | Salón Venezuela del Circulo Militar, Caracas - (28/06/2024) |                                                  |
| 2025 | Rocío Valentina Aguilarte Batson       | 25   | Miranda          | Barcelona         | George Wittels             | Miss Grand Venezuela 2025                        | Salón Venezuela del Circulo Militar, Caracas - (28/06/2024) | 18                                               |

| Año  | Primera Finalista             | Segunda Finalista            | Tercera Finalista                      | Cuarta Finalista         | Quinta Finalista      |
| ---- | ----------------------------- | ---------------------------- | -------------------------------------- | ------------------------ | --------------------- |
| 2024 | Nueva Esparta: Andrea del Val | La Guaira: Camila Soto       | Dependencias Federales: Shania Sleiman | Yaracuy: Paola Marín     | Táchira: Helen Chacón |
| 2022 | Barinas: Delia Santander      | Táchira: Paola Castillo      | La Guaira: Valeria Camacho             | Mérida: Valeria Cardenas | No otorgado           |
| 2019 | Caracas: Andrea Romero        | Caracas: Valeria Badell      | No otorgado                            | No otorgado              | No otorgado           |
| 2016 | Caracas: Yei Martínez         | Caracas: Graciela Varela     | No otorgado                            | No otorgado              | No otorgado           |
| 2015 | Trujillo: Jéssica Córdova     | Amazonas: Mary Hernández     | Yaracuy: Viviana Arévalo               | No otorgado              | No otorgado           |
| 2013 | Portuguesa: Fernanda Escobar  | Nueva Esparta: Ana Hernández | No otorgado                            | No otorgado              | No otorgado           |

## Representaciones internacionales por año

### Miss Grand Internacional por año
- - Ganadora
- - Finalista
- - Top 10
- - Top 20
- - Top 20

| Año  | Representante                          | Procedencia      | Posición          | Premios especiales                                           |
| ---- | -------------------------------------- | ---------------- | ----------------- | ------------------------------------------------------------ |
| 2013 | Mariana Coromoto Jiménez Martínez      | Vargas           | Top 10            | Top 10 Swimsuit Competition                                  |
| 2014 | Alix Dayana Sosa González              | Distrito Capital | Top 20            | Top 20 Swimsuit Competition                                  |
| 2015 | Reina Del Carmen Rojas Sánchez         | Distrito Capital | Top 20            | Top 20 Swimsuit Competition                                  |
| 2016 | Débora Paola Medina Pineda             | Táchira          | Top 20            | Top 10 Swimsuit Competition                                  |
| 2017 | Tulia Rosa María Alemán Ferrer         | Falcón           | Primera finalista | Top 10 National Costume                                      |
| 2018 | Biliannis Guillermina Álvarez Chirinos | Zulia            | Top 10            |                                                              |
| 2019 | Lourdes Valentina Figuera Morales      | Anzoátegui       | Ganadora          | Top 20 Swimsuit Competition,Top 20 Traje National Costume    |
| 2020 | Eliana Madeleine Rojas Roa             | Táchira          | No clasificó      | Top 20 How to Eat Thai Food in 2 minutes                     |
| 2021 | Vanessa Carolina Coello Coraspe        | Monagas          | Top 10            |                                                              |
| 2022 | Luiseth Emiliana Materán Bolaño        | Miranda          | Tercera Finalista |                                                              |
| 2023 | Valentina del Pilar Martínez Landkœr   | Anzoátegui       | No clasificó      |                                                              |
| 2024 | Anna Blanco                            | Distrito Capital | No clasificó      | Grand Voice Award (Top 3) Country Power of The Year (Top 16) |
| 2025 |                                        |                  |                   |                                                              |

### Sobre las ganadoras
- Mariana Jiménez (2013) ganó el Miss Venezuela 2014 y fue semifinalista en Miss Universo 2015.
- Alix Sosa (2014) participó sin éxito en Miss Venezuela Mundo 2013.
- Débora Medina (2016) fue semifinalista en Miss Venezuela 2014.
- Tulia Alemán (2017) participó sin éxito en Miss Venezuela 2016.
- Biliannis Álvarez (2018) fue primera finalista en Miss Venezuela 2017.
- Vanessa Coello (2021) fue segunda finalista en Miss Venezuela 2019.
- Luiseth Materán (2022) fue finalista en Miss Venezuela 2020 y designada para Miss Universo 2021 donde se posicionó como semifinalista en el top 16.